# Splinter Auto Works
Splinter Auto Works Inc. war ein US-amerikanischer Hersteller von Automobilen.

## Unternehmensgeschichte
Das Unternehmen wurde am 8. September 1980 in Lakeville in Indiana gegründet. Andere Quellen nennen Plymouth in Indiana. Als Gründer wird King Phillip Aitken genannt. 1982 begann die Produktion von Automobilen. Der Markenname lautete Splinter. 1990 endete die Produktion. Am 20. April 1992 wurde das Unternehmen aufgelöst.

## Fahrzeuge
Im Angebot standen Fahrzeuge im Stil der 1930er bis 1950er Jahre. Es waren Kombis und Pick-ups. Der Aufbau bestand zumindest teilweise aus Holz und die Kotflügel aus Fiberglas. Ein Vierzylindermotor vom Chevrolet Chevette mit 1600 cm³ Hubraum trieb die Fahrzeuge an.